# ۱۱۶۱ (خورشیدی)
۱۱۶۱ هزار و صد و شصت و یکمین سال هجری خورشیدی است.

## رویدادها
- تاریخ نامعلوم - آغاز پادشاهی آغامحمدخان قاجار، بنیانگذار دودمان قاجاریه در ایران.